# 満願寺 (京都市左京区)
満願寺（まんがんじ）は、京都府京都市左京区にある日蓮宗の寺院。山号は示現山（じげんざん）。

## 歴史
天慶3年（940年）、菅原道真の乳母であった多治比文子（たじひのあやこ）が道真を追悼するため西ノ京に建立した堂宇が起源とされる。道真自作の天満自在天像を安置し、当初は真言宗だった。
元禄10年（1697年）、宗遍が遠沾院日享（おんでんいんにっこう）に帰依し、日蓮宗に改宗した。
元禄13年（1700年）、東山天皇の勅願寺になる。
元禄15年（1702年）、現在地に移転した。現在の堂宇は宝永元年（1704年）までに建立されたものである。

## 旧末寺
日蓮宗は昭和16年に本末を解体したため、現在では、旧本山、旧末寺と呼びならわしている。
- 普門山慈光寺（広島市西区草津東）

## 文化財
京都市指定文化財
- 本堂
桁行3間、梁行1間の身舎となっている。身舎の周囲には裳階を回し、背面には内陣部を突き出し、さらに後方に土蔵造りの奥陣を設けた複合建築となっている。宝永元年(1704年)。[2]
- 鐘楼
切妻造、本瓦葺き。元禄16年。[2]
- 手水舎
切妻造、桟瓦葺き。元禄15年。[2]
- 表門
高麗門、本瓦葺き。元禄15年。[2]
- 文子天満宮拝殿及び本殿
本殿は三間社流造、檜皮葺き。同拝殿は入母屋造、銅板葺き。ともに元禄15年。[2]

## 俊寛の井
境内に現存する名水。飲料不可。深い井戸ではない。後方には、「閼伽（あか）井天」という名称の社があり、俊寛の守り本尊と伝わる。

## ギャラリー
- 正門
- 本堂
- 本堂屋根のうさぎ
- 題目宝塔

## 参考資料
- 大本山池上本門寺『宗祖第七百遠忌記念出版 日蓮宗寺院大鑑』大本山池上本門寺、1981年。全国書誌番号:81019213。
- 井上頼寿『京都民俗志』平凡社、1968年。全国書誌番号:73007590。